# Hotel Hesperia Tower
Pour les articles homonymes, voir Hesperia (homonymie).
L'Hotel Hesperia Tower est un hôtel 5 étoiles de 105 mètres de hauteur (hauteur du toit) construit à L'Hospitalet de Llobregat près de Barcelone en Espagne de 2002 à 2006.

## Présentation
L'hôtel comprend 218 chambres et appartient à la chaine Hoteles Hesperia. Il y a un restaurant panoramique de 24 mètres de diamètre au sommet de l'immeuble. Il a été construit à l'écart de l'immeuble et a été hissé au sommet par une grue.
L'immeuble, dessiné par l'architecte britannique Richard Rogers et l'agence Alonso Balaguer, est de style high-tech, certaines structures étant extériorisés ce qui laisse plus de place aux surfaces intérieures. Il comprend deux tours de communication situées aux extrémités de l'immeuble.
Le coût de l'immeuble a atteint 52 millions d'euros.